# Campeonato Mundial de Baloncesto Femenino de 1983
El IX Campeonato Mundial de Baloncesto Femenino se celebró en Brasil entre el 24 de julio y el 6 de agosto de 1983, bajo la organización de la Federación Internacional de Baloncesto (FIBA) y la Federación Brasileña de Baloncesto.
Un total de doce selecciones nacionales de cinco confederaciones continentales compitieron por el título de campeón mundial, cuyo anterior portador era el equipo de los Estados Unidos, vencedor del Mundial de 1979. 
La selección de la Unión Soviética se adjudicó la medalla de oro al derrotar en la final al equipo de los Estados Unidos con un marcador de 84-82. En el partido por el tercer puesto el conjunto de China venció al de Corea del Sur.

## Organización

### Sedes
| Foto | Grupo      | Ciudad         | Instalación               |
| ---- | ---------- | -------------- | ------------------------- |
|      | A          | Brasilia       | Gimnasio Nilson Nelson    |
|      | B          | Río de Janeiro | Gimnasio de Maracanãzinho |
|      | C          | Porto Alegre   | Gimnasio Gigantinho       |
|      | Fase final | São Paulo      | Gimnasio de Ibirapuera    |

### Grupos
| Grupo A       | Grupo B    | Grupo C |
| ------------- | ---------- | ------- |
| Bulgaria      | Yugoslavia | URSS    |
| Corea del Sur | Australia  | Canadá  |
| Cuba          | Polonia    | China   |
| Perú          | Japón      | Zaire   |

## Primera fase

### Grupo A
| Equipo        | J | G | P | PF  | PC  | DP   | PTS |
| ------------- | - | - | - | --- | --- | ---- | --- |
| Corea del Sur | 3 | 3 | 0 | 225 | 171 | +54  | 6   |
| Bulgaria      | 3 | 2 | 1 | 221 | 163 | +58  | 5   |
| Cuba          | 3 | 1 | 2 | 219 | 208 | +11  | 4   |
| Perú          | 3 | 0 | 3 | 148 | 271 | -123 | 3   |

- Resultados

| Fecha | Partido¹ | Partido¹ | Partido¹      | Resultado |
| ----- | -------- | -------- | ------------- | --------- |
| 24.07 | Cuba     | -        | Corea del Sur | 67-77     |
| 24.07 | Perú     | -        | Bulgaria      | 44-90     |
| 25.07 | Cuba     | -        | Bulgaria      | 60-76     |
| 25.07 | Perú     | -        | Corea del Sur | 49-89     |
| 26.07 | Cuba     | -        | Perú          | 92-55     |
| 26.07 | Bulgaria | -        | Corea del Sur | 55-59     |

- (¹) – Todos en Brasilia.

### Grupo B
| Equipo     | J | G | P | PF  | PC  | DP  | PTS |
| ---------- | - | - | - | --- | --- | --- | --- |
| Polonia    | 3 | 3 | 0 | 204 | 176 | +28 | 6   |
| Yugoslavia | 3 | 2 | 1 | 227 | 187 | +40 | 5   |
| Australia  | 3 | 1 | 2 | 221 | 218 | +3  | 4   |
| Japón      | 3 | 0 | 3 | 176 | 247 | -71 | 3   |

- Resultados

| Fecha | Partido¹   | Partido¹ | Partido¹   | Resultado |
| ----- | ---------- | -------- | ---------- | --------- |
| 24.07 | Australia  | -        | Polonia    | 66-73     |
| 24.07 | Yugoslavia | -        | Japón      | 90-58     |
| 25.07 | Australia  | -        | Japón      | 84-58     |
| 25.07 | Polonia    | -        | Yugoslavia | 58-50     |
| 26.07 | Australia  | -        | Yugoslavia | 71-87     |
| 26.07 | Japón      | -        | Polonia    | 60-73     |

- (¹) – Todos en Río de Janeiro.

### Grupo C
| Equipo | J | G | P | PF  | PC  | DP   | PTS |
| ------ | - | - | - | --- | --- | ---- | --- |
| URSS   | 3 | 3 | 0 | 287 | 166 | +121 | 6   |
| China  | 3 | 2 | 1 | 228 | 198 | +30  | 5   |
| Canadá | 3 | 1 | 2 | 201 | 205 | -4   | 4   |
| Zaire  | 3 | 0 | 3 | 133 | 280 | -147 | 3   |

- Resultados

| Fecha | Partido¹ | Partido¹ | Partido¹ | Resultado |
| ----- | -------- | -------- | -------- | --------- |
| 24.07 | China    | -        | Canadá   | 74-66     |
| 24.07 | URSS     | -        | Zaire    | 117-40    |
| 25.07 | China    | -        | Zaire    | 90-47     |
| 25.07 | Canadá   | -        | URSS     | 62-85     |
| 26.07 | China    | -        | URSS     | 64-85     |
| 26.07 | Canadá   | -        | Zaire    | 73-46     |

- (¹) – Todos en Porto Alegre.

## Segunda fase
Clasifican los dos mejores equipos de cada grupo que, junto con Brasil (anfitrión) y Estados Unidos (anterior campeón), luchan en un grupo de ocho por las medallas.

### Grupo X
| Equipo         | J | G | P | PF  | PC  | DP   | PTS |
| -------------- | - | - | - | --- | --- | ---- | --- |
| URSS           | 7 | 7 | 0 | 626 | 448 | +178 | 14  |
| Estados Unidos | 7 | 6 | 1 | 649 | 509 | +140 | 13  |
| China          | 7 | 3 | 4 | 514 | 540 | -26  | 10  |
| Corea del Sur  | 7 | 3 | 4 | 455 | 515 | -60  | 10  |
| Brasil         | 7 | 3 | 4 | 542 | 570 | -28  | 10  |
| Bulgaria       | 7 | 3 | 4 | 495 | 527 | -32  | 10  |
| Polonia        | 7 | 2 | 5 | 439 | 502 | -63  | 9   |
| Yugoslavia     | 7 | 1 | 6 | 424 | 533 | -109 | 8   |

- Resultados

| Fecha | Partido¹       | Partido¹ | Partido¹       | Resultado |
| ----- | -------------- | -------- | -------------- | --------- |
| 28.07 | Estados Unidos | -        | China          | 101-91    |
| 28.07 | Polonia        | -        | URSS           | 44-70     |
| 28.07 | Brasil         | -        | Yugoslavia     | 74-60     |
| 29.07 | Corea del Sur  | -        | Polonia        | 70-62     |
| 29.07 | Estados Unidos | -        | Yugoslavia     | 92-49     |
| 29.07 | Brasil         | -        | Bulgaria       | 81-78     |
| 30.07 | Brasil         | -        | China          | 71-72     |
| 30.07 | Bulgaria       | -        | Polonia        | 71-57     |
| 30.07 | Estados Unidos | -        | URSS           | 84-85     |
| 31.07 | URSS           | -        | Bulgaria       | 94-63     |
| 31.07 | Yugoslavia     | -        | China          | 58-76     |
| 31.07 | Brasil         | -        | Corea del Sur  | 79-80     |
| 01.08 | Estados Unidos | -        | Polonia        | 82-63     |
| 01.08 | URSS           | -        | Corea del Sur  | 95-54     |
| 01.08 | China          | -        | Bulgaria       | 64-73     |
| 02.08 | Yugoslavia     | -        | URSS           | 64-98     |
| 02.08 | Corea del Sur  | -        | China          | 69-72     |
| 02.08 | Brasil         | -        | Estados Unidos | 78-109    |
| 03.08 | Bulgaria       | -        | Yugoslavia     | 78-73     |
| 03.08 | Estados Unidos | -        | Corea del Sur  | 82-66     |
| 03.08 | Brasil         | -        | Polonia        | 84-72     |
| 04.08 | Yugoslavia     | -        | Corea del Sur  | 70-57     |
| 04.08 | Estados Unidos | -        | Bulgaria       | 99-77     |
| 04.08 | China          | -        | Polonia        | 75-83     |
| 04.08 | Brasil         | -        | URSS           | 75-99     |

- (¹) – Todos en São Paulo.

## Fase final

### Tercer lugar
| Fecha | Partido¹ | Partido¹ | Partido¹      | Resultado |
| ----- | -------- | -------- | ------------- | --------- |
| 06.08 | China    | -        | Corea del Sur | 71-63     |

- (¹) – En São Paulo.

### Final
| Fecha | Partido¹ | Partido¹ | Partido¹       | Resultado |
| ----- | -------- | -------- | -------------- | --------- |
| 06.08 | URSS     | -        | Estados Unidos | 84-82     |

- (¹) – En São Paulo.

## Medallero
| URSS | Estados Unidos | China |

## Plantillas finalistas
- Unión Soviética:

Ramunė Šidlauskaitė, Ol'ga Baryševa, Olesja Barel', Taccjana Ivinskaja, Ol'ga Burjakina, Nadežda Šuvaeva,  Uliana Semiónova,  Ljudmyla Rogožyna, Elena Čausova, Ol'ga Sucharnova, Vida Šulskytė, Halina Savičkaja.Seleccionador: Lidija Alekseeva.
- Estados Unidos:

Patty Jo Hedges, Cheryl Cook, Lynette Woodard, Anne Donovan, LaTaunya Pollard, Cheryl Miller, Janice Lawrence, Cindy Noble, Kim Mulkey, Denise Curry, Pamela McGee, Lisa Ingram. Seleccionador: Pat Summitt.

## Estadísticas

### Clasificación general
| 1. URSS           |
| 2. Estados Unidos |
| 3. China          |
| 4. Corea del Sur  |
| 5. Brasil         |
| 6. Bulgaria       |
| 7. Polonia        |
| 8. Yugoslavia     |
| 9. Canadá         |
| 10. Cuba          |
| 11. Australia     |
| 12. Japón         |
| 13. Perú          |
| 14. Zaire         |

### Máxima anotadora
| N.º | Jugadora          | País          | Puntos |
| --- | ----------------- | ------------- | ------ |
| 1   | Hortência Marcari | Brasil        | 203    |
| 2   | Kim Hwa-Sun       | Corea del Sur | 180    |
| 3   | Song Xiaobo       | China         | 176    |
| 4   | Uliana Semionova  | URSS          | 164    |
| 5   | Jasmina Perazić   | Yugoslavia    | 159    |

Fuente: 

### Equipo más anotador
| N.º | Equipo         | Puntos |
| --- | -------------- | ------ |
| 1   | URSS           | 912    |
| 2   | China          | 749    |
| 3   | Estados Unidos | 731    |
| 4   | Corea del Sur  | 684    |
| 5   | Bulgaria       | 661    |

Fuente: 